# You are My High
You Are My High è un brano musicale di musica house pubblicato nel 2000 dal musicista, disc jockey e produttore discografico francese Demon.
Nel 2021 DJ Snake ne ha pubblicato una versione remix che ha aumentato vertiginosamente la popolarità del brano originale. Il remix è opera di Charlie Wilson, Johnsye Andrea Smith, Ronnie Wilson e DJ Snake, e prodotto da quest'ultimo.

## Descrizione
You Are My High fu composta dall'artista di musica elettronica Demon nel 1999 campionando le tracce You Are My High e Oops Up Side Your Head della The Gap Band, fondendole poi con elementi di "musica dance tradizionale, classica, R&B e funk."

## Video
Il video musicale mostra un uomo e una donna che si baciano appassionatamente per tutta la durata della clip, circa 2 minuti e mezzo. La donna è interpretata dall'ex pornostar Draghixa Laurent.

## Remix 2021
Il remix di DJ Snake fu da lui prodotto insieme a Malaa nel luglio 2021. Segnò anche la loro seconda collaborazione fin da Selfish Love con Selena Gomez, e la sua prima uscita solista dopo Trust Nobody nel 2020.

### Formazione[6]
- DJ Snake – produzione, composizione, programming
- DJ Mercer – missaggio
- Johnsye Andrea Smith – composizione
- Charlie Wilson – composizione
- Ronnie Wilson – composizione